# Куколка (річка)
Ку́колка, інколи Ку́кілка — річка в Україні, у межах Конотопського району Сумської області. Ліва притока Сейму (басейн Дніпра).

## Опис
Довжина річки 31 км. Долина коритоподібна, широка і неглибока. Заплава в середній течії місцями заболочена. Річище слабозвивисте, місцями каналізоване і випрямлене. Споруджено кілька ставків (у верхній течії).

## Розташування
Куколка бере початок на захід від селища Шевченківського (Заводи). Тече спершу на південний схід, у селі Соснівці повертає на північ, а в пригирловій частині виходить у долину річки Сейму і тече переважно на північний захід. Впадає до Сейму на північний захід від села Таранського. Річка протікає біля західної околиці міста Конотопа, а також протікає селом Вирівкою.
Має ліву притоку Рудаї, також у Куколку впадають невеликі потічки та меліоративні канали.

## Назва
Назва річки походить від однойменної рослини.
Саме слово куколка походить від прасл. *kǫkolь, що являє собою варіант *kolkolъ («дзвін», «дзвоники»).
Поширеними є дві назви: Куколка та Кукілка. Остання назва є наслідком збереження ікавізму (ікання) у місцевих говірках.

## Цікаві факти
- На берегах річки в районі сіл Соснівки і Шаповалівки відбулася знаменита Конотопська битва. У деяких історичних розповідях про битву річку названо Соснівкою.
- При верхів'ях річки виявлені городища і поселення часів Київської Русі, кургани і курганні могильники.